# Wiaczesław Iwanienko
Wiaczesław Iwanowicz Iwanienko (ros. Вячеслав Иванович Иваненко; ur. 3 marca 1961 w Kemerowie) – rosyjski lekkoatleta chodziarz startujący w barwach ZSRR, mistrz olimpijski z Seulu.
Specjalizował się w chodzie na 50 kilometrów. Pierwszym sukcesem międzynarodowym Iwanienki był srebrny medal na 50 kilometrów na mistrzostwach Europy w 1986 w Stuttgarcie za Hartwigiem Gauderem z NRD, a przed swym kolegą z reprezentacji ZSRR Walerijem Suncowem. Rok później na mistrzostwach świata w Rzymie Iwanienko zajął 3. miejsce na tym dystansie (ponownie za Gauderem i Ronaldem Weigelem z NRD). Zajął 4. miejsce w chodzie na 50 kilometrów w Pucharze świata w 1987 w Nowym Jorku.
Na igrzyskach olimpijskich w 1988 w Seulu ci sami zawodnicy zdominowali chód na 50 kilometrów. Po 30 kilometrach uformowała się pięcioosobowa czołówka: Iwanienko, Gauder, Weigel, Alaksandr Pataszou z ZSRR i Josep Marín z Hiszpanii. Po 40 km Iwanienko zaczął odrywać się od grupy i samotnie zwyciężył przed Weigelem i Gauderem, ustanawiając rekord olimpijski, który został poprawiony dopiero przez Alexa Schwazera w Pekinie w 2008.
Iwanienko był mistrzem ZSRR w chodzie na 20 kilometrów w 1987 i w chodzie na 50 kilometrów w 1988. Obecnie pracuje w Kemerowie w inspekcji ruchu drogowego.